# 浮世亭一門
浮世亭一門（うきよていいちもん、もしくは浮世亭派）は、浮世亭夢丸もしくは実弟の浮世亭歌楽を領袖とする漫才師の一門である。なお、「浮世亭」という屋号は、夢丸が浪花節を売りにした頃に浪曲師、浮世亭雲心坊から芸名を拝借したことに由来する。

## 夢丸一門

### 直弟子
- 浮世亭出羽助・八丈竹幸
- 浮世亭夢路
- 浮世亭夢若

### 孫弟子
以下夢若門下。
- 五代目平和日佐丸（浮世亭秀若）
- 梅乃武夫[1]

## 歌楽一門

### 直弟子
- 浮世亭柳平・とん平→浮世亭だん平・とん平
- 浮世わたる
- 喜多みちお
- 板東晴彦（現・作曲家の板東春彦）

### 孫弟子
以下とん平門下。
- 浮世亭ジョージ・ケンジ[2]→浮世亭ジョージ・ショージ
- 浮世亭いちじ
- 浮世亭てるてる
- 浮世亭ヒロボー
- 浮世亭三吾・十吾→浮世亭三吾・美ユル[3]
- 浮世亭てっ平・ミリカ[4]
- 浮世亭リング・サイド[5]
- 浮世亭とんぼ[6]

### 曾孫弟子
以下三吾門下。
- 浮世亭大吾・小吾[3][7]
- 浮世亭いちご・いちえ[8]